# Adam Ashley-Cooper
Adam P. Ashley-Cooper (Sydney, 27 marzo 1984) è un rugbista a 15 australiano, utility back di L.A. Giltinis in Major League Rugby.

## Biografia
Esordì nel campionato statale del Nuovo Galles del Sud con il suo club, il Northern Suburbs di Sydney, e nel 2004 esordì per i Brumbies nel campionato provinciale australiano.
L'anno successivo giunse sia il debutto in Super 14 che quello internazionale con gli Wallabies: avversaria, il Sudafrica a Perth.
Presente anche alla Coppa del Mondo di rugby 2007, sia in Nazionale che in campionato ha giocato spesso nel ruolo di centro e, più raramente, di ala, benché come ruolo di elezione sia estremo, posizione che l'ha visto in campo più frequentemente a livello internazionale.
A stagione di Super 15 2011 ancora in corso Ashley-Cooper comunicò il suo passaggio agli Waratahs, franchise del Nuovo Galles del Sud; alla Coppa del Mondo di rugby 2011 conseguì il terzo posto finale con l'Australia.
Nel 2014 contribuì alla conquista, da parte dei Waratahs, del primo titolo del Super Rugby della loro storia e, a fine anno, annunciò di avere firmato un accordo biennale con la squadra francese del Bordeaux Bègles dalla stagione 2015-16; rimase quindi a disposizione della Nazionale fino a tutta la Coppa del Mondo di rugby 2015 alla quale fu convocato e in cui giunse fino alla gara di finale, poi persa contro la Nuova Zelanda.
A tale data ha collezionato 114 test match per gli Wallabies.

## Palmarès
- Super Rugby: 1
Waratahs: 2014
- Top League: 1
Kobe Steelers: 2018-19
- Major League Rugby: 1
L.A. Giltinis: 2021